# Сафонівка (Курська область)
Сафонівка (рос. Сафоновка) — село в Кореневському районі Курської області Російської Федерації.
Населення становить 186 осіб. Входить до складу муніципального утворення Шептуховська сільрада.

## Історія
Населений пункт розташований на території українського етнічного та культурного краю Східна Слобожанщина.
Від 2004 року входить до складу муніципального утворення Шептуховська сільрада.

## Пам'ятки архітектури
Ідея побудови «Замку для закоханої» виникла наприкінці ХІХ століття та належала графу Йосипу Тимофійовичу Вікторову після мандрів Німеччиною, де зустрів дівчину та запропонував їй переїхати до Росії. У відповідь вона висунула йому вимогу, щоб той побудував для неї там замок. По поверненню додому, граф Вікторов кинув усі свої зусилля на будівництво такого замку для своєї коханої, який нагадував про її батьківщину. Роком будівництва значиться 1900.
Крім самого замку, були побудована водонапірна башта, облаштовані сад та фонтани (один із яких зберігся і донині).
Проте сам Вікторов там так і не поселився, живучи у скромному дерев'яному будиночку біля водонапірної вежі, живучи поруч з мамою. Коли відбулася революція, поспішно залишив ці місця. Його сліди губляться у Харкові.
Після революції замок декілька років пустував. У 1930-ті роки радянська влада організувала у будівлі школу. Під час Другої світової війни німці влаштували у садибі військовий госпіталь. Але згодом радянська влада 
знову там відкрили школу. У 1990-ті роки її неочікувано 
перевели у вільну будівлю дитячого садку, але місцеві мешканці змогли врятувати пам'ятку архітектури.
У 2023 році школу закрили. Під час походу бійців Збройних Сил України на Курщину в 2024–2025 роках «Замок для закоханих» був знищений.

## Населення
| 2002 | 2010 |
| ---- | ---- |
| 234  | ↘186 |